# Lump of Sugar
Lump of Sugar(라무푸-오부 슈가)는 일본의 어덜트 게임 메이커이다.

## 개요
모에키바라 후미타케가 소유한 동인 서클 'ZIP'을 전신으로 한다.

## 작품 일람
- 너서리 라임
- 언젠가, 닿을, 저 하늘에.
- 타유타마
  - 타유타마 - It's Happy Days - 팬 디스크
- 프리즘 리듬
- 헬로, 굿바이
- 다이아믹 데이즈
- 학☆왕 - THE ROYAL SEVEN STARS -
  - 학☆왕 - It's Heartful Days - - 팬 디스크
- 하나이로 헵타그램
- Magical Charming!

## 제작진

### 시나리오 라이터
- 테츠진

### 원화가
- 모에키바라 후미타케
- 코리에 리코